# Rohan Bopanna
Rohan Machanda Bopanna [/bəˈpɑːnə/] (* 4. März 1980 in Bangalore) ist ein indischer Tennisspieler.
Er gewann im Verlauf seiner Karriere bislang 25 Turniere im Doppel und erreichte in der Weltrangliste seine beste Platzierung mit dem ersten Rang, den er erstmals am 29. Januar 2024 im Alter von 43 Jahren innehatte und damit einen Altersrekord aufstellte. Zu seinen Titeln gehören der Gewinn der Australian Open 2024 mit Matthew Ebden und fünf der Masters-Kategorie. Darüber hinaus stand er 2010 mit Aisam-ul-Haq Qureshi im Endspiel der US Open sowie 2012 und 2015 im Finale der ATP Finals. Mit Gabriela Dabrowski gewann er 2017 die Mixed-Konkurrenz der French Open. Zweimal nahm er an Olympischen Spielen teil und gewann im Doppel eine Goldmedaille bei den Asienspielen 2018. Seit 2002 spielt er für Indien im Davis Cup.

## Leben und Karriere

### Persönliches
Sein Vater war ein Kaffeeanbauer und auch Bopanna selbst besitzt eine eigene Kaffeeplantage inklusive eigener Kaffeemarke. Anfang 2011 lernte er die Psychologin Supriya Annaiah kennen, die er schließlich im November 2012 heiratete. Mitte 2019 wurde ihre gemeinsame Tochter geboren.
Er betreibt in Bengaluru eine Tennisakademie und besitzt außerdem eine Fitnesscenterkette.

### Bis 2006: Jugend und die ersten Profi-Jahre
Rohann Bopanna begann im Alter von elf Jahren mit dem Tennisspielen. Auf Wunsch seines Vaters sollte er statt der in Indien populären Mannschaftssportarten Cricket und Hockey lieber eine Einzelsportart ausüben.
Schon als Jugendlicher zeigte sich, dass Bopannas Stärken vor allem im Doppel lagen: Mit wechselnden Partnern konnte er 1997 und 1998 mehrere Turniere gewinnen. 1999 wechselte er dann in den Erwachsenenbereich, und spielte anfangs insbesondere auf der drittklassigen ITF Future Tour. 2001 erreichte er im Einzel zwei Future-Finals und im Doppel ebenfalls ein Future-Finale, und stieg in beiden Kategorien der Weltrangliste in die Top 600 ein.
Das Jahr 2002 begann mit Bopannas ATP-Debüt in Chennai, wo er zusammen mit Carlos Cuadrado eine Wildcard bekam. Sie schieden jedoch in der ersten Runde aus. Im weiteren Jahresverlauf konnte Bopanna zwei Future-Einzeltitel sowie vier Future-Doppeltitel gewinnen, die meisten davon zusammen mit Vijay Kannan. Zudem gab er im September 2002 gegen Australien sein Debüt für die indische Davis-Cup-Mannschaft, konnte die 0:5-Niederlage jedoch nicht verhindern. Bei den Asienspielen schied Bopanna im Einzel im Achtelfinale aus und erreichte mit der Mannschaft das Viertelfinale. Zu Beginn des Jahres 2003 bekam Rohan Bopanna eine Wildcard fürs Einzel-Hauptfeld in Chennai, er verlor jedoch in der ersten Runde gegen Željko Krajan. Im März 2003 erreichte er zusammen mit Fred Hemmes in Ho-Chi-Minh-Stadt sein erstes Finale auf der zweitklassigen ATP Challenger Tour. Im Juli 2003 spielte Bopanna erstmals zusammen mit dem Pakistaner Aisam-ul-Haq Qureshi, mit dem er in Denver seinen ersten Challenger-Titel gewann. Die Partnerschaft währte vorerst nur für drei Turniere, sollte jedoch später erfolgreich fortgesetzt werden. Im Einzel konnte Bopanna im August 2003 seinen dritten Future-Titel gewinnen; bei Challenger-Turnieren kam er in diesem Jahr nie über die zweite Runde hinaus. Das Jahr 2004 verlief für Bopanna weniger erfolgreich: Er konnte nur einen Future-Titel im Doppel gewinnen (mit Mustafa Ghouse) und musste dann von Juli 2004 bis März 2005 aufgrund einer Schulteroperation komplett pausieren. Das Comeback-Jahr 2005 war wiederum erfolgreicher, mit je einem Future-Titel sowohl im Einzel als auch im Doppel. Nach einer Halbfinalteilnahme beim Challenger-Turnier von Buxoro erreichte Bopanna zum Jahresende mit Platz 266 seine bis dahin beste Einzelplatzierung. Im Doppel verbesserte er sich von Rang 671 zu Jahresbeginn auf Rang 277 zum Jahresende.

### 2006–2009: Erste Finalteilnahmen und Titelerfolge
Im Januar 2006 konnte sich Bopanna für das ATP-Turnier von Chennai qualifizieren und konnte in der ersten Runde gegen den Top-100-Spieler Cyril Saulnier seinen ersten ATP-Sieg feiern, bevor er in der zweiten Runde gegen Gilles Müller ausschied. Im Doppel bekam er mit seinem Landsmann Prakash Amritraj eine Wildcard und erreichte das Finale. Im weiteren Jahresverlauf erreichte die beiden zwei Challenger-Finals, von denen sie eines in Aptos gewinnen konnten. Nach einem weiteren ATP-Finale in Mumbai mit Mustafa Ghouse sowie einem Challenger-Finale an der Seite von Aisam-ul-Haq Qureshi erreichte Bopanna in der Doppel-Weltrangliste Platz 107. Im Einzel versuchte Bopanna in diesem Jahr erstmals, sich für Grand-Slam-Turniere zu qualifizieren, kam jedoch nie über die zweite Qualifikationsrunde hinaus. Dafür schaffte er aber die Qualifikation beim ATP-Turnier von Halle, wo er in der ersten Runde gegen den Weltranglistenersten Roger Federer in zwei knappen Sätzen verlor. In Buchara erreichte er als Qualifikant erstmals ein Challenger-Finale, verlor jedoch gegen Janko Tipsarević. Zum Ende des Jahres nahm Bopanna an den Asienspielen teil. Im Einzel schied er bereits in der ersten Runde aus, erreichte dafür aber mit Mustafa Ghouse im Doppel das Viertelfinale. Im Mannschaftswettbewerb unterlag Indien zum Auftakt gegen Chinesisch Taipeh aus. Zu Beginn des Jahres 2007 trat Bopanna zusammen mit Sania Mirza beim Hopman Cup an. Sie konnten alle drei Doppel gewinnen, Bopanna verlor jedoch alle drei Einzel, so dass Indien letztendlich mit Platz zwei in der Vorrunde das Finale verpasste. Im Juli 2007 startete Bopanna eine Erfolgsserie: Zunächst gewann er in Dublin gegen Martin Pedersen seinen ersten Challenger-Titel im Einzel; zudem gewann er mit Adam Feeney auch die Doppelkonkurrenz. Zwei Wochen später erreichte er in Manchester das Halbfinale und erlangte daraufhin mit Platz 213 seine bislang beste Platzierung in der Einzel-Weltrangliste. Im Doppel spielte er bei diesem Turnier wieder zusammen mit Aisam-ul-Haq Qureshi und die beiden gewannen ihren zweiten gemeinsamen Titel. In den folgenden Wochen gewann der „Indo-Pak-Express“ vier Challenger-Turniere hintereinander (nach Manchester folgten Titel in Nottingham, Segovia und in der Bronx) und Bopanna erreichte daraufhin erstmals einen Platz in den Top 100 der Doppel-Weltrangliste. Beim ATP-Turnier von Mumbai zogen die beiden bis ins Finale ein und sorgten damit auch trotz der religiösen und politischen Konflikte ihrer Heimatländer Indien und Pakistan für positives Aufsehen. Zum Jahresende erreichten sie noch zwei weitere Challenger-Finals, zudem stand Bopanna an der Seite von Olivier Rochus im Halbfinale des ATP-Turniers von Stockholm.
Das Jahr 2008 begann wie schon das Vorjahr mit einer Teilnahme am Hopman Cup zusammen mit Sania Mirza. Erneut konnten sie alle drei Doppel gewinnen, erreichten jedoch unter anderem aufgrund dreier Einzelniederlagen von Bopanna nicht das Finale. Bei den Australian Open gab Bopanna an der Seite von Rajeev Ram sein Grand-Slam-Debüt und konnte mit diesem durch einen Sieg über die an Position fünf gesetzten Paul Hanley und Leander Paes das Achtelfinale erreichen. Von nun an spielte er hauptsächlich ATP-Turniere, zumeist an der Seite von Aisam-ul-Haq Qureshi. Nachdem sie bei den French Open in der ersten Runde gegen die topgesetzten Bryan-Brüder Bob und Mike ausgeschieden und in Wimbledon die zweite Runde erreicht hatten, mussten sie sich beim ATP-Turnier von Newport erst im Finale gegen Mardy Fish und John Isner geschlagen geben. In Newport erreicht Bopanna zudem im Einzel das Viertelfinale und besiegte dabei unter anderem den topgesetzten Mardy Fish. Im August 2008 konnte Rohan Bopanna an der Seite von Eric Butorac in Los Angeles schließlich seinen ersten ATP-Titel gewinnen. Zudem erreichte er im Oktober in Sankt Petersburg zusammen mit Maks Mirny ein weiteres ATP-Finale. Anfang 2009 spielte Bopanna einige Turniere zusammen mit Jarkko Nieminen. Bei den Australian Open erreichten sie die zweite Runde und beim ATP-Turnier in San José das Finale. Zudem konnte Bopanna in diesem Jahr zwei weitere ATP-Halbfinals erreichen: In München an der Seite von Travis Parrott, und in Moskau mit Janko Tipsarević. Mit Aisam-ul-Haq Qureshi gewann er zudem in Khorat, Aachen und Helsinki drei Challenger-Titel. Die größten Erfolge als Einzelspieler in diesem Jahr waren das Erreichen der zweiten Runde beim ATP-Turnier von Kuala Lumpur, wo er den Top-100-Spieler José Acasuso bezwang, sowie das Erreichen des Viertelfinals beim Challenger-Turnier von Rhodos.

### 2010–2011: US-Open-Finale und erste Masters-Titel
Nachdem Bopanna und Qureshi im Januar 2010 bei den Australian Open noch in der ersten Runde ausgeschieden waren, gewannen sie zwei Wochen später in Johannesburg gegen Karol Beck und Harel Levy ihren ersten gemeinsamen ATP-Titel. Nach einer Halbfinalteilnahme beim ATP-Turnier von Marseille an der Seite von Jeff Coetzee sowie einem Challenger-Titel in Jersey zusammen mit Ken Skupski konnte Bopanna im April 2010 zusammen mit Qureshi erst ein Challenger-Finale in Neapel und eine Woche später ein ATP-Finale in Casablanca erreichen. Im Mai 2010 folgte in Nizza die nächste Finalniederlage, gefolgt von einem Zweitrundenaus bei den French Open. In Wimbledon konnte der „Indo-Pak-Express“ dann erstmals das Viertelfinale eines Grand-Slam-Turniers erreichen, wo sie sich den späteren Siegern Jürgen Melzer und Philipp Petzschner geschlagen geben mussten. Dabei machten sie zudem mit ihrer „Stop War Start Tennis“ genannten Kampagne auf sich aufmerksam. Beim ATP-Turnier von Atlanta trat Bopanna zusammen mit Kristof Vliegen an, da Qureshi in dieser Woche für Pakistan im Davis Cup spielte. Obwohl sie noch nie zuvor zusammen gespielt hatten, konnten sie auf Anhieb das Finale erreichen. In den folgenden Wochen spielte Bopanna dann wieder zusammen mit Qureshi, mit dem er in Los Angeles und Washington jeweils das Halbfinale sowie in New Haven das Finale erreichte. Dabei konnten sie unter anderem die Weltranglistenersten Bob und Mike Bryan besiegen. Bei den US Open 2010 schließlich gelang Bopanna und Qureshi der bislang größte Erfolg ihrer Karriere: Nachdem sie im Achtelfinale die an Position zwei gesetzte Paarung Daniel Nestor und Nenad Zimonjić besiegt hatten, zogen sie bis ins Finale ein, wo sie in zwei knappen Sätzen den Bryan-Brüdern unterlagen. Im Oktober 2010 nahm Bopanna an den Commonwealth Games in Neu-Delhi teil. Im Einzel scheiterte er in der zweiten Runde am an Position zwei gesetzten Peter Luczak, im Doppel verlor er an der Seite von Somdev Devvarman im Spiel um die Bronzemedaille. Nachdem sie in Shanghai und Moskau jeweils im Viertelfinale ausgeschieden waren, konnten Bopanna und Qureshi in Sankt Petersburg wieder ein Finale erreichen. Sie verloren jedoch in zwei knappen Sätzen gegen Daniele Bracciali und Potito Starace.

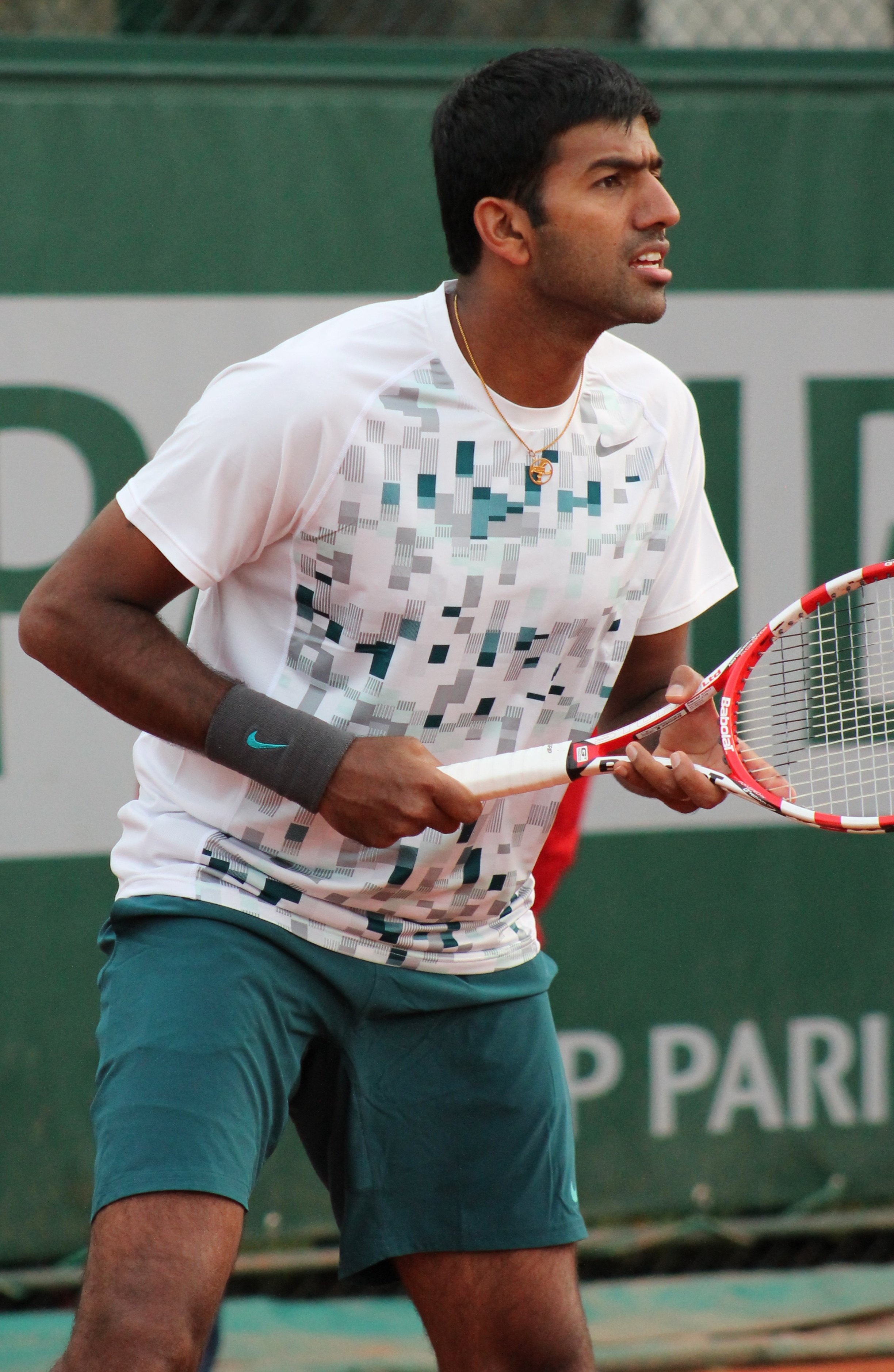
Bopanna in Roland Garros 2013

Anfang 2011 erreichten Rohan Bopanna und Aisam-ul-Haq Qureshi nach einer Halbfinalteilnahme beim ATP-Turnier von Sydney bei den Australian Open das Achtelfinale, wo sie in drei knappen Sätzen Michaël Llodra und Nenad Zimonjić unterlagen. Im Frühling waren Bopanna und Qureshi weniger erfolgreich und erlitten einige Erst- und Zweitrundenniederlagen. Erst beim Mastersturnier in Indian Wells konnten die beiden mit einem Halbfinaleinzug wieder mehrere Turnierpartien in Folge gewinnen. Auch in der Sandplatzsaison gab es bessere Ergebnisse, wie etwa das Halbfinale beim Monte-Carlo Masters oder den Viertelfinaleinzug in Roland Garros, das bisher beste Abschneiden des Duos bei den French Open. Zu Beginn der Rasensaison feierte Bopanna gemeinsam mit Qureshi den ersten Saisontitel, im Finale von Halle besiegten die beiden Milos Raonic und Robin Haase. Noch vor dem Turnier hatte Bopanna als Zehnter der Weltrangliste erstmals die Top Ten im Doppel erreicht. In Wimbledon folgte anschließend das Erstrundenaus, wo sie gegen Juan Sebastián Cabal und Robert Farah 19:21 im letzten Satz verloren. Im Mixed erreichte er dafür mit Sania Mirza das Viertelfinale. Während der nordamerikanischen Hartplatzsaison war der Erfolg nur mäßig, in Montreal und Cincinnati erreichten sie das Viertelfinale, bei den US Open konnten die beiden die Vorjahresleistung nicht wiederholen, gelangten aber ins Halbfinale. Während der Asientour erlitten sie zwei Auftaktniederlagen, allerdings gestaltete sich die Hallensaison in Europa sehr erfolgreich: in Stockholm gewannen die beiden ihren zweiten gemeinsamen Saisontitel gegen Marcelo Melo und Bruno Soares. Beim Turnier in Paris feierte das Duo seinen bisher größten Erfolg, als sie mit einem Finalsieg über Julien Benneteau und Nicolas Mahut zum ersten Mal bei einem Mastersturnier Titelträger wurden. Zudem konnten sich Qureshi und Bopanna erstmals in ihrer Karriere zu Jahresende unter die acht besten Teams einreihen und qualifizierten sich somit für die ATP World Tour Finals in London. Nach drei Niederlagen in der Vorrunde schieden sie als Gruppenletzte vorzeitig aus. Zum Jahresende gaben Bopanna und Qureshi bekannt, ab 2012 nicht mehr gemeinsam anzutreten. Aufgrund der 2012 in London stattfindenden Olympischen Spiele trat Bopanna nunmehr an der Seite seines Landsmanns Mahesh Bhupathi an. Qureshi fand in Jean-Julien Rojer einen neuen Doppelpartner.

### 2012: Weiterer Masters-Titel und Endspiel bei den World Tour Finals
Mit Bhupathi startete Bopanna in Chennai in die Saison 2012. Beim Auftaktturnier erreichten sie als topgesetzte Paarung das Halbfinale. Bei den Australian Open schieden sie dagegen bereits in der dritten Runde gegen Jonathan Erlich und Andy Ram aus. Im Mixed erreichte er mit Lisa Raymond das Viertelfinale. Nach einer Auftaktniederlage in Rotterdam und einem Halbfinaleinzug in Marseille gelang Bopanna und Bhupathi in Dubai der erste gemeinsame Finaleinzug. Dort besiegten sie Mariusz Fyrstenberg und Marcin Matkowski mit 6:4, 3:6 und 10:5 im Match-Tie-Break. Nach dem Turnier rückte Bopanna in der Weltrangliste auf seinen zwischenzeitlichen Karrierebestwert von Rang acht vor. In Indian Wells schieden Bopanna und Bhupathi bereits in der ersten Runde auf, wesentlich erfolgreicher verlief dafür das darauffolgende Masters-Turnier in Miami mit dem Erreichen des Halbfinals. In zwei Sätzen unterlag sie in diesem Maks Mirny und Daniel Nestor. Die nächsten guten Resultate erzielten Bopanna und Bhupathi bei den Masters in Madrid und Rom, bei denen ihnen jeweils der Halbfinaleinzug gelang. Es folgte eine erfolglose Phase, in die eine Erstrundenniederlage bei den French Open und eine Zweitrundenniederlage in Wimbledon fielen. Zumindest im Mixed gelang ihm in Wimbledon mit Zheng Jie der Viertelfinaleinzug.
Bopannas und Bhupathis Wunsch einer gemeinsamen Teilnahme bei den Olympischen Spielen in London löste in Indien eine größere Debatte aus. Der indische Tennisverband lehnte dies ab und wollte stattdessen Bhupathi mit Leander Paes als Partner melden, obwohl die beiden ihre Partnerschaft in der Saison zuvor auch aufgrund personeller Differenzen aufgelöst hatten. Nachdem Bhupathi wiederum diese Entscheidung abgelehnt hatte, sollte Bopanna mit Paes antreten, doch auch dieser weigerte sich. Obwohl der Verband weiterhin davon überzeugt war, eine Paarung eines der beiden mit Paes wäre die bessere Option gewesen, erlaubten sie schließlich den gemeinsamen Start von Bopanna und Bhupathi und meldeten an Paes’ Seite den im Vergleich wesentlich unerfahreneren Vishnu Vardhan. Zum Turnierauftakt setzten sich die beiden zunächst gegen Maks Mirny und Aljaksandr Bury durch, hatten dann aber gegen Julien Benneteau und Richard Gasquet mit 3:6 und 4:6 das Nachsehen.
Auch beim Masters in Toronto schieden sie schon in der ersten Runde aus. In Cincinnati fanden sie schließlich wieder zu ihrer Form, als sie nach drei Siegen im Endspiel des Masters-Turniers standen. Mit 4:6 und 4:6 unterlagen sie in diesem Robert Lindstedt und Horia Tecău. Während die US Open mit einer Auftaktniederlage wiederum enttäuschend verliefen, folgte beim Shanghai Masters der nächste Finaleinzug. Erst im Match-Tie-Break mussten sich Bopanna und Bhupathi mit 5:10 Leander Paes und Radek Štěpánek geschlagen geben. Auch beim Paris Masters standen sie im Endspiel, in dem sie auf Aisam-ul-Haq Qureshi und Jean-Julien Rojer trafen. Sie gewannen die Partie mit 7:6 (8:6) und 6:3, womit Bopanna seinen Titel aus dem Vorjahr verteidigte und den siebten Doppeltitel seiner Karriere gewann. Als fünftbestes Team der Saison qualifizierten sie sich zum Saisonende für die World Tour Finals und erreichte auch dort das Endspiel. Gegen Marc López und Marcel Granollers verloren sie knapp mit 3:10 im Match-Tie-Break. Im Anschluss gaben Bopanna und Bhupathi ihre Trennung als Doppelteam bekannt. Bopanna schloss die Saison auf dem zwölften Platz der Weltrangliste ab.

### 2013–2015: Nummer drei der Welt und erneuter Finaleinzug bei den World Tour Finals
Der Saisonauftakt 2013 verlief für ihn mit unterschiedlichen Partnern zunächst ohne große Erfolge. Erst in Marseille feierte er mit Colin Fleming wieder einen Turniererfolg gegen seinen ehemaligen Doppelpartner Aisam-ul-Haq Qureshi und dessen neuen Partner Jean-Julien Rojer. In Dubai erreichte Bopanna mit Rajeev Ram das Halbfinale, danach folgten mit Ram zwei frühe Ausscheiden. Anfang April 2013 erneuerten Bopanna und Mahesh Bhupathi ihre Partnerschaft und beabsichtigten, gemeinsam den Rest der Saison zu bestreiten. Zwar kam Bopanna auch mit Bhupathi erst nicht über die ersten Turnierrunden hinaus, etwa bei den Masters in Monte-Carlo und Madrid. Beim Masters in Rom erreichten sie dagegen das Endspiel, in dem sie Bob und Mike Bryan in zwei Sätzen unterlagen. In Roland Garros folgte das Erstrundenaus, dafür erreichten sie im Queen’s Club das Halbfinale. Im Anschluss endete ihre Partnerschaft bereits wieder. In Wimbledon trat Bopanna daraufhin mit Édouard Roger-Vasselin an und erreichte mit ihm das Halbfinale, das sie in fünf Sätzen gegen die Bryan-Brüder verloren. Im Mixed trat er wie schon im Vorjahr mit Zheng Jie an und erreichte mit ihr erneut das Viertelfinale. Am 22. Juli 2013 belegte Bopanna in der Weltrangliste den dritten Platz, seinen Karrierebestwert. Zwar bestritt er danach, ohne große Erfolge, zwei Turniere an der Seite von Andre Begemann, die restliche Saison spielte er aber letztlich mit Roger-Vasselin. Sie erreichten unter anderem die Halbfinals beim Cincinnati Masters und in Metz, sowie das Achtelfinale bei den US Open. In Tokio gelang ihnen nach einem Finalsieg über Jamie Murray und John Peers ihr einziger gemeinsamer Titelgewinn. Die Qualifikation für die World Tour Finals misslang Bopanna aufgrund seiner Partnerwechsel trotz seiner eigenen hohen Weltranglistenplatzierung dennoch deutlich. Mit Roger-Vasselin belegte er in der Qualifikationsrangliste nur Rang 14.
Die Saison 2014 bestritt Bopanna wieder zum größten Teil mit seinem ehemaligen Partner Aisam-ul-Haq Qureshi. Gleich zu Beginn der Saison zogen sie ins Finale des Turniers in Sydney ein, in dem sich Daniel Nestor und Nenad Zimonjić jeweils im Tie-Break mit 7:6 (7:3) und 7:6 (7:3) durchsetzten. Bereits im März kam es zum erneuten Aufeinandertreffen der beiden Doppelpaare in einem ATP-Finale. In Dubai waren es dieses Mal Bopanna und Qureshi, die mit 6:4 und 6:3 die Oberhand behielten. Dazwischen hatten sie bei den Australian Open das Achtelfinale erreicht. Die dritte und gleichzeitig letzte Finalteilnahme der Saison gelang den beiden, nach eher durchschnittlichen Ergebnissen, im Mai in Nizza, wo sie Martin Kližan und Philipp Oswald aber deutlich mit 2:6 und 0:6 unterlagen. In Roland Garros und Wimbledon schieden sie jeweils in der zweiten Runde aus. Die World Tour Finals verpassten sie als lediglich auf Rang 14 der Qualifikationsrangliste geführtes Team. Im Saisonverlauf erreichte Bopanna mit Katarina Srebotnik die Viertelfinals der Mixed-Konkurrenzen der Australian Open, der French Open und der US Open. Zum Jahresende beendeten Qureshi und Bopanna, der zum Saisonende bereits mehrere Turniere mit Leander Paes, Daniel Nestor und Florin Mergea bestritten hatte, ihre Partnerschaft wieder.
Wie schon 2014 erreichte Bopanna zum Saisonauftakt 2015 das Finale in Sydney, das er mit Daniel Nestor gegen Jean-Julien Rojer und Horia Tecău in zwei Sätzen gewannen. Bei den Australian Open scheiterten sie in Runde zwei. Bereits im Februar zogen sie dafür auch in das Endspiel von Dubai ein. Dort trafen sie auf Aisam-ul-Haq Qureshi und Nenad Zimonjić, die sie mit 6:4 und 6:1 bezwangen. Anfang April endete Bopannas Partnerschaft mit Daniel Nestor auf dessen Wunsch hin, sein neuer Partner wurde Florin Mergea. Gleich bei ihrem ersten gemeinsamen Turnier in dieser Saison gelang ihnen als topgesetzte Paarung in Casablanca der Finaleinzug, mussten sich dort aber den ungesetzten Adil Shamasdin und Rameez Junaid mit 7:10 im Match-Tie-Break geschlagen geben. Bei den beiden darauffolgenden Turnieren schieden sie früh aus, hatten dann aber beim Madrid Masters eine starke Form. Nach vier Siegen, davon drei im Match-Tie-Break, standen sie im Endspiel des Turniers, in dem sie auf Marcin Matkowski und Nenad Zimonjić trafen. Erneut entschied erst der Match-Tie-Break über den Ausgang der Partie, den Bopanna und Mergea mit 11:9 knapp für sich entschieden. Bei den French Open schieden sie im Achtelfinale aus. Anschließend traten sie im Stuttgarter Weissenhof an und gewannen das Turnier nach einem knappen Finalsieg gegen Alexander Peya und Bruno Soares. Mit 10:7 brachte der Match-Tie-Break wieder die Entscheidung. Beim nächsten Turnier, den Gerry Weber Open in Halle, gelang ihnen ein weiterer Finaleinzug. Gegen Raven Klaasen und Rajeev Ram unterlagen sie in diesem in zwei Sätzen. In Wimbledon spielten sich Bopanna und Mergea bis ins Halbfinale gegen Jean-Julien Rojer und Horia Tecău vor und unterlagen diesen erst in der Verlängerung des fünften Satzes mit 11:13. Nach dem Grand-Slam-Turnier rückte Bopanna in der Weltrangliste auf Rang zehn vor und stand damit erstmals seit Oktober 2013 wieder in den Top Ten. Weitere gute Saisonergebnisse waren das Halbfinale in Washington, das Viertelfinale bei den US Open und das Halbfinale beim Shanghai Masters. Im Mixed stand er mit Chan Yung-jan erstmals in einem Mixed-Halbfinale auf Grand-Slam-Ebene. Die Partie verloren sie gegen Leander Paes und Martina Hingis in zwei Sätzen. Bopanna und Mergea qualifizierten sich knapp als achtes Team für die World Tour Finals am Saisonende, bei denen sie unter anderem Bob und Mike Bryan sowie Ivan Dodig und Marcelo Melo schlugen und das Finale erreichten. Dort unterlagen sie ein weiteres Mal Jean-Julien Rojer und Horia Tecău, diesmal mit 4:6 und 3:6.

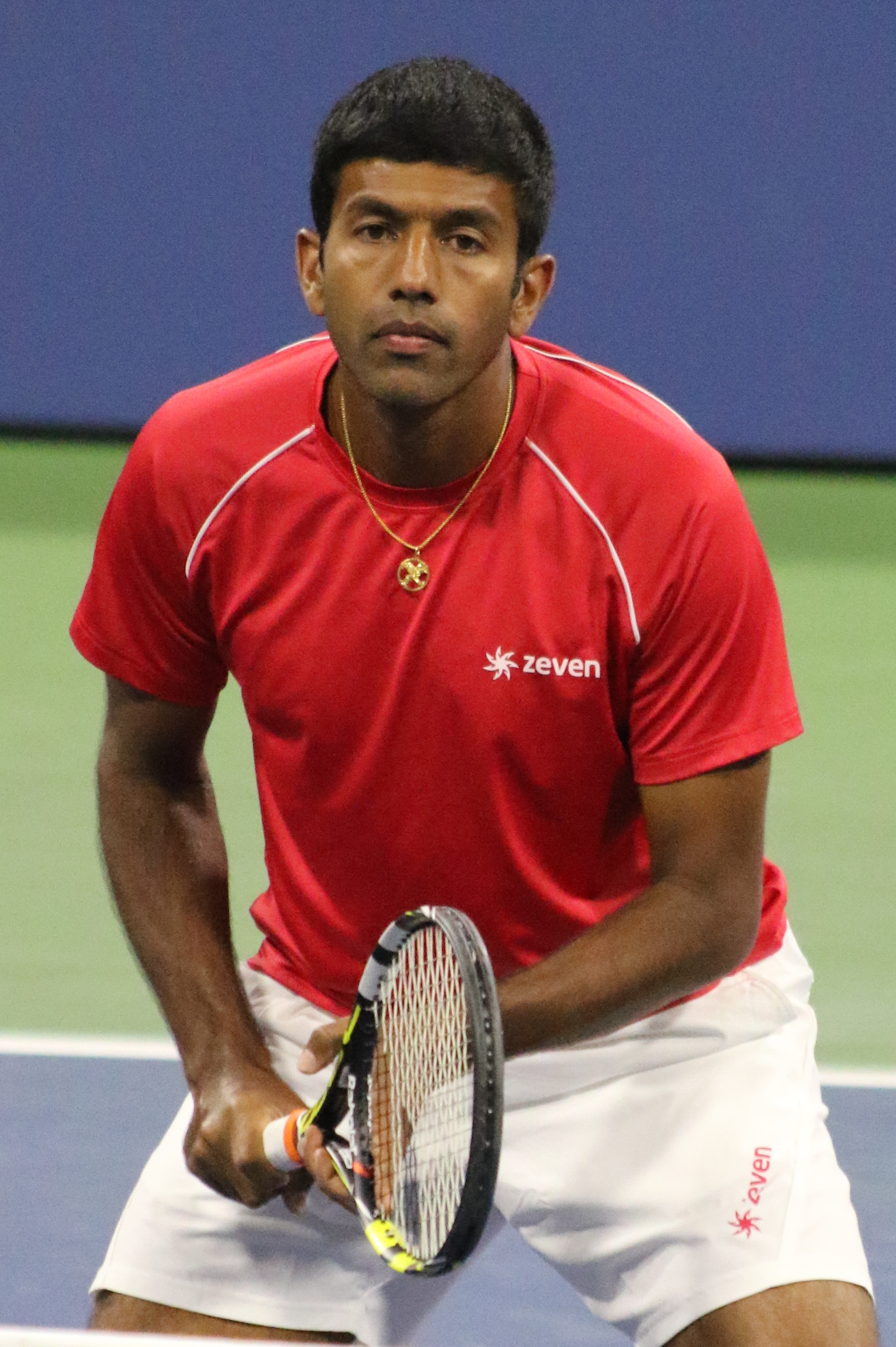
Bopanna bei den US Open 2016

### 2016–2017: Grand-Slam-Sieg im Mixed bei den French Open 2017
2016 erreichte Bopanna zum dritten Mal in Folge das Finale des Turniers in Sydney. Nach einer Niederlage 2014 und einem Sieg 2015 folgte nun wieder eine Finalniederlage, als er und Mergea gegen Jamie Murray und Bruno Soares mit 3:6 und 6:7 (6:8) verloren. Bei den Australian Open zogen sie bis ins Achtelfinale vor, ehe sie gegen Treat Huey und Maks Mirny ausschieden. Nach dem Turnier war Bopanna in der Weltrangliste auf Platz acht verzeichnet. Im Mixed hatte er mit Chan Yung-jan das Viertelfinale erreicht. In den nächsten vier Turnierteilnahmen überstanden Bopanna und Mergea nur einmal die Auftaktrunde. In Marrakesch trat Bopanna mit Denis Istomin im Doppel an und schaffte es mit ihm, bis ins Halbfinale vorzurücken. Der nächste Saisonhöhepunkt gelang Bopanna, wieder an der Seite von Florin Mergea, beim Masters in Madrid. In ihren ersten drei Begegnungen setzten sie sich dreimal knapp im Match-Tie-Break durch, wodurch sie sich für das Endspiel qualifizierten. Dort scheiterten sie einmal mehr an Jean-Julien Rojer und Horia Tecău, die das Finale mit 6:4 und 7:6 (7:5) gewannen. Bei dem darauffolgenden Masters-Turnier in Rom schieden sie im Halbfinale gegen Jack Sock und Vasek Pospisil aus. In Roland Garros gewannen sie ebenfalls drei Partien und erreichten das Viertelfinale. Dort hatten sie gegen Ivan Dodig und Marcelo Melo mit 4:6 und 4:6 das Nachsehen. Die Rasensaison verlief bis Wimbledon ohne nennenswerte Erfolge. Bei dem Grand-Slam-Turnier selbst schafften Bopanna und Mergea den Einzug ins Achtelfinale. Sie unterlagen dort Henri Kontinen und John Peers erst in der Verlängerung des fünften Satzes mit 6:8.
Im Vorfeld zu den Olympischen Spielen 2016 in Rio de Janeiro kam es wie schon 2012 zu einer Kontroverse. Der indische Tennisverband nominiert Bopanna und Leander Paes für die Spiele als Doppel, obwohl Bopanna als für die Spiele direkt qualifizierter Spieler seinen Partner hatte wählen können und mit Saketh Myneni antreten wollte. Daraufhin schritt der Verband ein und entschied, das Bopanna mit Paes antreten müsse. Bopanna kritisierte diese Entscheidung. Der Turnierstart war sodann von weiteren Unstimmigkeiten wegen der angeblich verspäteten Anreise Paes’ zu den Spielen überschattet. Paes bestritt diese und weitere Anschuldigungen, dass er etwa kein Zimmer mit Bopanna teilen wolle, vehement. Mit 4:6 und 6:7 (6:8) schieden sie schließlich bereits in der ersten Runde gegen die Polen Łukasz Kubot und Marcin Matkowski aus. Weitaus besser verlief für Bopanna die Mixed-Konkurrenz, die er mit Sania Mirza bestritt, die zu dem Zeitpunkt die Doppel-Weltrangliste der Damen anführte. Nach zwei Zweisatz-Erfolgen trafen sie im Halbfinale auf Venus Williams und Rajeev Ram, denen sie mit 3:10 im Match-Tie-Break unterlagen. Auch in der Partie um die Bronzemedaille hatten Bopanna und Mirza das Nachsehen, als sie gegen Lucie Hradecká und Radek Štěpánek mit 1:6 und 5:7 verloren.
Bei den US Open scheiterte Bopanna mit Frederik Nielsen in der zweiten Runde, wohingegen er mit Gabriela Dabrowski das Viertelfinale im Mixed erreichte. Nach dem Turnier lösten Bopanna und Mergea, die bereits mit unterschiedlichen Partnern angetreten waren, ihr Team endgültig auf. Die restliche Saison bestritt Bopanna zwar mit unterschiedlichen Partner, zum Großteil aber mit Daniel Nestor. Mit Treat Huey erreichte Bopanna das Halbfinale in Stockholm sowie mit Nestor das Halbfinale beim Paris Masters. Die Saison 2016 war Bopannas erste Saison seit 2009, in der er ohne ATP-Titel blieb. In der Weltrangliste fiel er auf den 28. Platz zurück.
Zur Saison 2017 wurde Pablo Cuevas Bopannas hauptsächlicher Doppel-Partner. Das erste Turnier der Saison in Chennai bestritt er jedoch mit seinem Landsmann Jeevan Nedunchezhiyan. Als ungesetztes Team erreichte sie das Finale gegen Purav Raja und Divij Sharan. Im ersten rein indischen Finale des Turniers setzten sich Bopanna und Nedunchezhiyan mit 6:3 und 6:4 durch. Mit Pablo Cuevas verliefen die ersten gemeinsamen Turniere ohne herausragende Ergebnisse, in Melbourne schieden sie in der zweiten Runde aus. Im Mixed schied er mit Gabriela Dabrowski im Viertelfinale aus. Erst in Dubai, einem Turnier der Kategorie World Tour 500, zog er mit Marcin Matkowski ins Finale ein. Mit 3:10 im Match-Tie-Break hatten sie in diesem gegen Jean-Julien Rojer und Horia Tecău das Nachsehen. Es folgten mehrere Auftaktniederlagen mit unterschiedlichen Partnern. Einen ersten Saisonhöhepunkt setzte Bopanna schließlich mit Pablo Cuevas beim Monte-Carlo Masters. Sie zogen mit vier Siegen, darunter gegen die topgesetzten Weltranglistenführenden Henri Kontinen und John Peers, ins Endspiel gegen Feliciano López und Marc López ein, die sie mit 6:3, 3:6 und 10:4 besiegten. Es war Bopannas 16. Karrieretitel und der vierte bei einem Masters. Nach zwei erneuten Auftaktniederlagen und einem Viertelfinale beim Rom Masters erreichten Bopanna und Cuevas bei den French Open das Achtelfinale. Gegen Jamie Murray und Bruno Soares verloren sie in zwei Sätzen. Im Mixed gewann Bopanna dagegen mit Gabriela Dabrowski seinen ersten Grand-Slam-Titel. Im Finale setzten sie sich gegen Anna-Lena Grönefeld und Robert Farah mit 2:6, 6:2 und 12:10 durch. Die Rasensaison begann für Bopanna mit einem Halbfinaleinzug an der Seite von Ivan Dodig im Queen’s Club sowie einem Finaleinzug mit André Sá in Eastbourne. In Eastbourne unterlagen sie im Endspiel Bob und Mike Bryan mit 7:6 (7:4), 4:6 und 3:10. In Wimbledon war für Bopanna mit Édouard Roger-Vasselin in der zweiten Runde bereits Endstation. Im Mixed kamen er und Gabriela Dabrowski diesmal nicht über das Viertelfinale hinaus, sie scheiterten in drei Sätzen an Henri Kontinen und Heather Watson. Beim Kanada Masters erreichte Bopanna mit Ivan Dodig das Endspiel, das sie gegen Pierre-Hugues Herbert und Nicolas Mahut mit 4:6, 6:3 und 6:10 verloren. Wiederum mit Pablo Cuevas kam er bei den US Open nicht über die zweite Runde hinaus, während er mit Gabriela Dabrowski im Mixed ein weiteres Mal im Viertelfinale ausschied. Nach schwachen Ergebnissen in Peking und Shanghai traten Bopanna und Cuevas in Wien an. Auf dem Weg ins Finale schlugen sie im Viertelfinale die topgesetzten Łukasz Kubot und Marcelo Melo und blieben letztlich auch im Endspiel gegen Marcelo Demoliner und Sam Querrey siegreich. Sie gewannen die Partie knapp mit 7:6 (7:5), 6:7 (4:7) und 11:9. Das Jahr beendete Bopanna in der Weltrangliste auf Platz 18.

### 2018–2021: Gold bei den Asienspielen und Arjuna Award
Die Saison 2018 bestritt Bopanna mit wenigen Ausnahmen mit Édouard Roger-Vasselin als Doppelpartner. In Sydney erreichten sie das Halbfinale sowie bei den Australian Open das Achtelfinale. Bei letzteren hatten sie gegen Oliver Marach und Mate Pavić das Nachsehen. In der Mixed-Konkurrenz gelang ihm mit Tímea Babos der Finaleinzug. Im Endspiel traf er auf seine Partnerin aus dem Vorjahr, Gabriela Dabrowski, die mit Mate Pavić ein Team bildete. Bopanna und Babos gewannen den ersten Durchgang mit 6:2, ehe Dabrowski und Pavić mit 6:4 ausglichen. Im Match-Tie-Break setzten sich Dabrowski und Pavić letztlich knapp durch. Bis zu den French Open waren die Halbfinaleinzüge in Marseille und beim Monte-Carlo Masters Bopannas und Roger-Vasselins beste Resultate. Bei den French Open schieden Bopanna und Roger-Vasselin im Viertelfinale gegen Nikola Mektić und Alexander Peya aus. In Wimbledon war bereits nach der zweiten Runde für die beiden Schluss. Bopanna nahm Mitte August bei den Asienspielen in Jakarta teil. Im Mixed erreichte er mit Ankita Raina das Viertelfinale, während er im Doppel gemeinsam mit Divij Sharan die Goldmedaille gewann. Sie besiegten im Finale die Kasachen Alexander Bublik und Denis Jewsejew mit 6:3 und 6:4. Das nächste Turnier auf der World Tour bestritten Bopanna und Roger-Vasselin erst einen Monat später bei den US Open, bei denen sie ebenfalls das Viertelfinale erreichten. Gegen Juan Sebastián Cabal und Robert Farah unterlagen sie dort mit 3:6 und 4:6. In der restlichen Saison kamen Bopanna und Roger-Vasselin bei insgesamt fünf Turnierteilnahmen viermal in die zweite Runde, über die sie dann nicht mehr hinauskamen. Das Jahr schloss Bopanna auf Rang 37 der Weltrangliste ab.
Anfang Dezember 2018 gab Bopanna bekannt, in die Saison 2019 mit Divij Sharan als Doppelpartner zu starten. Die beiden gewannen dann auch bei ihrer ersten gemeinsamen Turnierteilnahme in Pune den Titel: als topgesetzte Paarung setzten sie sich im Viertelfinale und im Halbfinale zunächst jeweils knapp mit 17:15 bzw. mit 15:13 im Match-Tie-Break durch, ehe ihnen ein vergleichsweise deutlicher Finalsieg gegen Luke Bambridge und Jonny O’Mara gelang, die sie mit 6:3 und 6:4 besiegten. Auf den Turniersieg folgten Erstrundenniederlagen in Sydney und bei den Australian Open. In Sofia erreichte die beiden das Halbfinale, trennten sich aber nach zwei weiteren gemeinsamen Turnieren wieder. Anschließend bestritt Bopanna mehrere Turniere mit Denis Shapovalov und Dominic Inglot, schied mit diesen aber mehrfach schon zum Auftakt aus. In Roland Garros zog er mit Marius Copil ins Achtelfinale ein, trat anschließend in Stuttgart aber wieder mit Denis Shapovalov an. Die beiden spielten sich bis ins Finale vor und unterlagen dort Bruno Soares und John Peers mit 5:7 und 3:6. Im Juli wurde Bopanna in Indien für seine Karriereerfolge, insbesondere die Goldmedaille bei den Asienspielen, mit dem Arjuna Award ausgezeichnet. Dieser wird von der indischen Regierung für herausragende sportliche Leistungen vergeben. Beim Kanada Masters in Montreal erzielten Bopanna und Copil anschließend ein gutes Ergebnis mit dem Halbfinaleinzug. Dazwischen gelangen Bopanna mit unterschiedlichen Partnern nur durchwachsene Resultate. Auch die restliche Saison verlief ohne weitere Höhepunkte. Bei den US Open schied er mit Shapovalov im Achtelfinale aus, beim Paris Masters erreichten sie das Viertelfinale.
In die Saison 2020 startete Bopanna mit dem 19. Titelgewinn seiner Karriere. In Doha waren er und sein Partner Wesley Koolhof an Position drei gesetzt und zogen nach drei Zweisatz-Erfolgen ins Endspiel ein. Dort bezwangen sie Luke Bambridge und Santiago González mit 3:6, 6:2 und 10:6. Die kurz darauf stattfindenden Australian Open waren für Bopanna im Doppel früh zu Ende, nachdem er mit Yasutaka Uchiyama als Partner dem Brüderpaar Bob und Mike Bryan in drei Sätzen unterlag. Im Mixed erreichte er dagegen mit Nadija Kitschenok das Viertelfinale, das sie gegen Barbora Krejčíková und Nikola Mektić deutlich mit 0:6 und 2:6 verloren. Bis zur Unterbrechung der Saison aufgrund der COVID-19-Pandemie gelang ihm unter anderem noch mit Denis Shapovalov der Halbfinaleinzug in Rotterdam. Nach Fortsetzung der Tour im August scheiterten Bopanna und Shapovalov beim nach New York City verlegten Masters von Cincinnati bereits in der ersten Runde, bei den darauffolgenden US Open unterlagen sie im Viertelfinale Jean-Julien Rojer und Horia Tecău. Bei den im Anschluss neu terminierten Masters in Rom schieden sie ebenfalls im Viertelfinale aus, bei den auf Ende September verschobenen French Open war schon in der ersten Runde Schluss. Erst beim darauffolgenden Turnier in Antwerpen erzielte Bopanna wieder einen größeren Erfolg, als er, diesmal zusammen mit Matwé Middelkoop, das Finale erreichte. Mit 3:6 und 4:6 unterlagen sie dort John Peers und Michael Venus. Es folgte noch eine Viertelfinalteilnahme beim Masters in Paris, womit Bopanna die Saison schließlich auf Platz 39 der Weltrangliste abschloss.
Ohne Erfolge begann für Bopanna das Jahr 2021. Bei seinen ersten sieben Turnierteilnahmen schied er mit insgesamt sechs verschiedenen Partnern jeweils schon in der ersten Runde aus, darunter auch bei den Australian Open. Erst im Mai gelangen ihm beim Madrid Masters mit Denis Shapovalov, mit dem er sein erstes gemeinsames Turnier in dieser Saison bestritt, seine ersten beiden Saisonsiege. Im Viertelfinale scheiterten die beiden an Tim Pütz und Alexander Zverev in drei Sätzen. Bis zu den French Open folgten erneut drei Niederlagen in der jeweils ersten Partie, ehe Bopanna in Roland Garros mit dem Erreichen des Viertelfinals an der Seite von Franko Škugor einen Saisonhöhepunkt erzielte. Auch die restliche Saison verlief alles andere als erfolgreich. Neben einer Erstrundenniederlage in Wimbledon und dem Achtelfinaleinzug bei den US Open war das Erreichen des Halbfinals beim Turnier in Moskau mit Denis Shapovalov Bopannas bestes Saisonresultat. Damit blieb er seit seinem Einzug in die Top 100 der Welt zum zweiten Mal nach 2018 ohne Finaleinzug auf der ATP Tour. In der Weltrangliste rutschte Bopanna außerdem zum Jahresende auf Rang 43 ab.

### Seit 2022: Gewinn der Australian Open 2024 und Sprung an die Weltranglistenspitze
Bopanna gelang mit Ramkumar Ramanathan ein erfolgreicher Saisonbeginn im Jahr 2022, als die beiden bei ihrer ersten Turnierteilnahme sogleich den Titel gewannen. In Adelaide trafen sie im Finale auf die topgesetzten Ivan Dodig und Marcelo Melo, die sie mit 7:6 (8:6) und 6:1 bezwangen. Bei den beiden darauffolgenden Turnierteilnahmen, inklusive der Australian Open, schied Bopanna mit Édouard Roger-Vasselin jeweils in Runde eins aus. Beim Turnier in Pune ging Bopanna wiederum mit Ramkumar Ramanathan an den Start und gewann mit ihm den zweiten gemeinsamen Saisontitel. Im Endspiel zwischen den beiden topgesetzten Paarungen setzten sie sich im Match-Tie-Break mit 10:6 gegen Luke Saville und John-Patrick Smith durch. Bereits im März erreichte Bopanna in Doha sein drittes Saisonfinale. Mit Denis Shapovalov unterlag er diesmal den beiden Weltranglistenführenden Wesley Koolhof und Neal Skupski in zwei Sätzen. Im weiteren Saisonverlauf waren Bopannas beste Ergebnisse zunächst die Halbfinaleinzüge beim Monte-Carlo Masters mit Jamie Murray und bei den French Open mit Matwé Middelkoop. Letzteres war sein bislang bestes Abschneiden in Roland Garros. Bopanna und Middelkoop unterlagen dabei den späteren Turniersiegern Marcelo Arévalo und Jean-Julien Rojer knapp mit 8:10 im Tie-Break des dritten und letzten Satzes. Mit Denis Shapovalov zog Bopanna im Anschluss sowohl beim Rasenturnier in Stuttgart als auch im Queen’s Club jeweils ins Halbfinale ein. Die Wimbledon Championships ließ er aufgrund der Tatsache, dass das Turnier in diesem Jahr keine Weltranglistenpunkte gab, aus. Die restliche Saison bestritt Bopanna an der Seite von Matwé Middelkoop und zog mit ihm bereits im Juli in Hamburg in das Endspiel ein. Mit 2:6 und 4:6 mussten sie sich in diesem Lloyd Glasspool und Harri Heliövaara geschlagen geben. Während Bopanna und Middelkoop im August unter anderem bei den US Open nicht über die erste Runde hinaus kamen, erreichten sie Anfang Oktober in Tel Aviv ihr zweites gemeinsames Saisonfinale. Als topgesetztes Doppel besiegten sie in der Schlussrunde Santiago González und Andrés Molteni mit 6:2 und 6:4. und sicherten sich damit ihren ersten Titelgewinn als Paarung. Zwei Wochen darauf gelang ihnen auch beim Turnier in Antwerpen der Finaleinzug, hatten diesmal allerdings mit 5:10 im Match-Tie-Break das Nachsehen gegen Tallon Griekspoor und Botic van de Zandschulp. Unter anderem dank seiner drei Turniersiege bei insgesamt sechs Finalteilnahmen beendete Bopanna die Saison in der Weltrangliste auf Platz 19.
Nach dem Einzug ins Halbfinale der Australian Open am 24. Januar 2024 mit Matthew Ebden wird er in der darauffolgenden Woche an Platz eins der Weltrangliste geführt. Bopanna, der im März 44 Jahre alt wird, ist somit der älteste Spieler an der Spitze der Weltrangliste. Am 27. Januar gewann er erstmals einen Grand-Slam-Titel. Mit Ebden schlug er im Finale von Down Under Simone Bolelli und Andrea Vavassori mit 7:6 (7:0), 7:5. Bopanna wurde so zum ältesten Grand-Slam-Turniersieger der Open Era.

### Davis Cup
Seit 2002 spielt Bopanna für die indische Mannschaft im Davis Cup. Mit Ausnahme der Saisons 2004 und 2013 kam er bis 2020 in jeder Saison mindestens einmal zum Einsatz. Insgesamt 32 Mal wurde er für die Mannschaft nominiert und wurde in 29 Begegnungen auch eingesetzt. Noch bis 2011 spielte er dabei vor allem im Einzel: 25 Einzelpartien stehen bis einschließlich der Saison 2011 nur sechs Einsätze im Doppel gegenüber. Vier der Doppeleinsätze erfolgten mit Mahesh Bhupathi, sowie je einer mit Leander Paes und Somdev Devvarman. Ab 2012 bestritt Bopanna mit wechselnden Partnern vornehmlich die Doppelpartien für Indien und kam bis 2020 im Einzel nur noch zweimal in sogenannten „dead rubber“-Partien zum Einsatz, bei denen der Gesamtsieger der Begegnung bereits feststand. Zu seinen Doppelpartnern gehörten ab 2012 unter anderem Mahesh Bhupathi, Leander Paes, N. Sriram Balaji, Purav Raja und Saketh Myneni.
Von insgesamt 27 Einzelpartien für die indische Mannschaft gewann Bopanna 10 Partien, während er bei 19 Doppelbegegnungen in 11 Partien siegreich war.

### Karitative Tätigkeiten
Zwar verpasste Rohan Bopanna mit Aisam-ul-Haq Qureshi als neuntbestes Team in der Saison 2010 die Qualifikation für die ATP World Tour Finals in London, die beiden wurden jedoch trotzdem zur Veranstaltung eingeladen, da sie dort mit dem Arthur Ashe Humanitarian Of The Year Award geehrt wurden. Bopanna und Qureshi nutzten ihre Spielpartnerschaft nämlich auch dazu, um für Frieden zu werben, insbesondere vor dem Hintergrund der angespannten Beziehungen zwischen ihren Herkunftsländern Indien und Pakistan. Beim Turnier in Wimbledon 2010 machten sie mit ihrer „Stop War Start Tennis“ genannten Kampagne auf sich aufmerksam. Im Dezember desselben Jahres wurden sie für ihr Engagement außerdem in Monaco von Prinz Albert mit dem Grand Prix of Peace & Sports ausgezeichnet, einer Auszeichnung der Organisation Peace and Sport, die weltweit zerstrittene Gesellschaften durch Sport zum Dialog ermutigen will.
2016 gründeten Bopanna und Qureshi schließlich für ihr „Stop War Start Tennis“-Programm eine eigene Nichtregierungsorganisation. Eines ihrer erklärten Ziele ist bereits seit mehreren Jahren das Spielen einer symbolischen Tennispartie an der indisch-pakistanischen Grenze, etwa in Wagah.

## Spielweise und Besonderheiten
Bopanna ist Rechtshänder und spielt seine Rückhand einhändig, in aller Regel mit wenig Topspin. Zu seinen Stärken zählen sowohl sein Aufschlag als auch sein Spiel von der Grundlinie. Als sein Vorbild nennt er Stefan Edberg.
Er bevorzugt bei seinen Partnern Spieler, die eine gute Ergänzung zu seinen eigenen Stärken und Schwächen darstellen und die außerdem einen besonderen Schlag vorweisen können, etwa einen starken Aufschlag oder einen sehr guten Vorhand-Schlag. Er vermeidet es daher mit Spielern anzutreten, deren Spielstil nicht zu seinem passen und nennt dabei insbesondere seinen Landsmann Leander Paes, mit dem er mehrere Turniere bestritten hat, ohne größere Erfolge zu erzielen.

## Erfolge
| Legende (Anzahl der Siege)                       |
| Grand Slam (2)                                   |
| ATP World Tour Finals                            |
| ATP World Tour Masters 1000 (6)                  |
| ATP World Tour 500 (5)                           |
| ATP International Series ATP World Tour 250 (14) |
| ATP Challenger Tour (12)                         |

| ATP-Titel nach Belag |
| Hartplatz (22)       |
| Sand (4)             |
| Rasen (1)            |

### Einzel

#### Turniersiege
| Nr. | Datum        | Turnier | Belag   | Finalgegner     | Ergebnis |
| --- | ------------ | ------- | ------- | --------------- | -------- |
| 1.  | 7. Juli 2007 | Dublin  | Teppich | Martin Pedersen | 6:4, 6:3 |

### Doppel

#### Turniersiege

##### ATP World Tour
| Nr. | Datum             | Turnier         | Belag         | Partner                | Finalgegner                                | Ergebnis           |
| --- | ----------------- | --------------- | ------------- | ---------------------- | ------------------------------------------ | ------------------ |
| 1.  | 10. August 2008   | Los Angeles     | Hartplatz     | Eric Butorac           | Travis Parrott Dušan Vemić                 | 7:65, 7:65         |
| 2.  | 7. Februar 2010   | Johannesburg    | Hartplatz     | Aisam-ul-Haq Qureshi   | Karol Beck Harel Levy                      | 2:6, 6:3, [10:5]   |
| 3.  | 12. Juni 2011     | Halle           | Rasen         | Aisam-ul-Haq Qureshi   | Robin Haase Milos Raonic                   | 7:68, 3:6, [11:9]  |
| 4.  | 23. Oktober 2011  | Stockholm       | Hartplatz (i) | Aisam-ul-Haq Qureshi   | Marcelo Melo Bruno Soares                  | 6:1, 6:3           |
| 5.  | 13. November 2011 | Paris (1)       | Hartplatz (i) | Aisam-ul-Haq Qureshi   | Julien Benneteau Nicolas Mahut             | 6:2, 6:4           |
| 6.  | 3. März 2012      | Dubai (1)       | Hartplatz     | Mahesh Bhupathi        | Mariusz Fyrstenberg Marcin Matkowski       | 6:4, 3:6, [10:5]   |
| 7.  | 4. November 2012  | Paris (2)       | Hartplatz (i) | Mahesh Bhupathi        | Aisam-ul-Haq Qureshi Jean-Julien Rojer     | 7:66, 6:3          |
| 8.  | 24. Februar 2013  | Marseille       | Hartplatz (i) | Colin Fleming          | Aisam-ul-Haq Qureshi Jean-Julien Rojer     | 6:4, 7:63          |
| 9.  | 6. Oktober 2013   | Tokio           | Hartplatz     | Édouard Roger-Vasselin | Jamie Murray John Peers                    | 7:65, 6:4          |
| 10. | 1. März 2014      | Dubai (2)       | Hartplatz     | Aisam-ul-Haq Qureshi   | Daniel Nestor Nenad Zimonjić               | 6:4, 6:3           |
| 11. | 17. Januar 2015   | Sydney          | Hartplatz     | Daniel Nestor          | Jean-Julien Rojer Horia Tecău              | 6:4, 7:65          |
| 12. | 28. Februar 2015  | Dubai (3)       | Hartplatz     | Daniel Nestor          | Aisam-ul-Haq Qureshi Nenad Zimonjić        | 6:4, 6:1           |
| 13. | 10. Mai 2015      | Madrid          | Sand          | Florin Mergea          | Marcin Matkowski Nenad Zimonjić            | 6:2, 6:75, [11:9]  |
| 14. | 14. Juni 2015     | Stuttgart       | Sand          | Florin Mergea          | Alexander Peya Bruno Soares                | 5:7, 6:2, [10:7]   |
| 15. | 8. Januar 2017    | Chennai (1)     | Hartplatz     | Jeevan Nedunchezhiyan  | Purav Raja Divij Sharan                    | 6:3, 6:4           |
| 16. | 24. April 2017    | Monte Carlo     | Sand          | Pablo Cuevas           | Feliciano López Marc López                 | 6:3, 3:6, [10:4]   |
| 17. | 29. Oktober 2017  | Wien            | Hartplatz (i) | Pablo Cuevas           | Marcelo Demoliner Sam Querrey              | 7:67, 6:74, [11:9] |
| 18. | 5. Januar 2019    | Pune (2)        | Hartplatz     | Divij Sharan           | Luke Bambridge Jonny O’Mara                | 6:3, 6:4           |
| 19. | 11. Januar 2020   | Doha (1)        | Hartplatz     | Wesley Koolhof         | Luke Bambridge Santiago González           | 3:6, 6:2, [10:6]   |
| 20. | 9. Januar 2022    | Adelaide        | Hartplatz     | Ramkumar Ramanathan    | Ivan Dodig Marcelo Melo                    | 7:66, 6:1          |
| 21. | 6. Februar 2022   | Pune (3)        | Hartplatz     | Ramkumar Ramanathan    | Luke Saville John-Patrick Smith            | 6:710, 6:3, [10:6] |
| 22. | 2. Oktober 2022   | Tel Aviv        | Hartplatz (i) | Matwé Middelkoop       | Santiago González Andrés Molteni           | 6:2, 6:4           |
| 23. | 24. Februar 2023  | Doha (2)        | Hartplatz     | Matthew Ebden          | Constant Lestienne Botic van de Zandschulp | 6:75, 6:4, [10:6]  |
| 24. | 18. März 2023     | Indian Wells    | Hartplatz     | Matthew Ebden          | Wesley Koolhof Neal Skupski                | 6:3, 2:6, [10:8]   |
| 25. | 27. Januar 2024   | Australian Open | Hartplatz     | Matthew Ebden          | Simone Bolelli Andrea Vavassori            | 7:60, 7:5          |
| 26. | 30. März 2024     | Miami           | Hartplatz     | Matthew Ebden          | Ivan Dodig Austin Krajicek                 | 6:73, 6:3, [10:6]  |

##### ATP Challenger Tour
| Nr. | Datum             | Turnier    | Belag       | Partner              | Finalgegner                           | Ergebnis          |
| --- | ----------------- | ---------- | ----------- | -------------------- | ------------------------------------- | ----------------- |
| 1.  | 3. August 2003    | Denver     | Hartplatz   | Aisam-ul-Haq Qureshi | Josh Goffi Jason Marshall             | 4:6, 6:3, 6:4     |
| 2.  | 23. Juli 2006     | Aptos      | Hartplatz   | Prakash Amritraj     | Rajeev Ram Todd Widom                 | 3:6, 6:2, [10:6]  |
| 3.  | 7. Juli 2007      | Dublin     | Teppich     | Adam Feeney          | Lars Burgsmüller Mischa Zverev        | 6:2, 6:2          |
| 4.  | 22. Juli 2007     | Manchester | Rasen       | Aisam-ul-Haq Qureshi | Jesse Huta Galung Michael Ryderstedt  | 4:6, 6:3, [10:5]  |
| 5.  | 28. Juli 2007     | Nottingham | Rasen       | Aisam-ul-Haq Qureshi | Mustafa Ghouse Joshua Goodall         | 6:3, 7:65         |
| 6.  | 5. August 2007    | Segovia    | Hartplatz   | Aisam-ul-Haq Qureshi | Michel Kratochvil Gilles Müller       | 7:68, 6:3         |
| 7.  | 19. August 2007   | Bronx      | Hartplatz   | Aisam-ul-Haq Qureshi | Alberto Francis Phillip King          | 6:3, 2:6, [10:5]  |
| 8.  | 29. März 2009     | Khorat     | Hartplatz   | Aisam-ul-Haq Qureshi | Sanchai Ratiwatana Sonchat Ratiwatana | 6:3, 6:75, [10:5] |
| 9.  | 15. November 2009 | Aachen     | Teppich (i) | Aisam-ul-Haq Qureshi | Philipp Marx Igor Zelenay             | 6:4, 7:66         |
| 10. | 29. November 2009 | Helsinki   | Teppich (i) | Aisam-ul-Haq Qureshi | Henri Kontinen Jarkko Nieminen        | 6:2, 7:67         |
| 11. | 28. März 2010     | Jersey     | Teppich (i) | Ken Skupski          | Jonathan Marray Jamie Murray          | 6:2, 1:6, [10:6]  |

#### Finalteilnahmen
| Nr. | Datum              | Turnier          | Belag         | Partner              | Finalgegner                               | Ergebnis           |
| --- | ------------------ | ---------------- | ------------- | -------------------- | ----------------------------------------- | ------------------ |
| 1.  | 8. Januar 2006     | Chennai          | Hartplatz     | Prakash Amritraj     | Michal Mertiňák Petr Pála                 | 2:6, 5:7           |
| 2.  | 1. Oktober 2006    | Mumbai (1)       | Hartplatz     | Mustafa Ghouse       | Mario Ančić Mahesh Bhupathi               | 4:6, 7:66, [8:10]  |
| 3.  | 30. September 2007 | Mumbai (2)       | Hartplatz     | Aisam-ul-Haq Qureshi | Robert Lindstedt Jarkko Nieminen          | 6:73, 6:75         |
| 4.  | 13. Juli 2008      | Newport          | Rasen         | Aisam-ul-Haq Qureshi | Mardy Fish John Isner                     | 4:6, 6:71          |
| 5.  | 26. Oktober 2008   | Sankt Petersburg | Hartplatz (i) | Maks Mirny           | Travis Parrott Filip Polášek              | 6:3, 6:74, [8:10]  |
| 6.  | 15. Februar 2009   | San José         | Hartplatz (i) | Jarkko Nieminen      | Tommy Haas Radek Štěpánek                 | 2:6, 3:6           |
| 7.  | 11. April 2010     | Casablanca (1)   | Sand          | Aisam-ul-Haq Qureshi | Robert Lindstedt Horia Tecău              | 2:6, 6:3, [7:10]   |
| 8.  | 23. Mai 2010       | Nizza (1)        | Sand          | Aisam-ul-Haq Qureshi | Marcelo Melo Bruno Soares                 | 6:1, 3:6, [5:10]   |
| 9.  | 25. Juli 2010      | Atlanta          | Hartplatz     | Kristof Vliegen      | Scott Lipsky Rajeev Ram                   | 3:6, 7:64, [10:12] |
| 10. | 28. August 2010    | New Haven        | Hartplatz     | Aisam-ul-Haq Qureshi | Robert Lindstedt Horia Tecău              | 4:6, 5:7           |
| 11. | 10. September 2010 | US Open (1)      | Hartplatz     | Aisam-ul-Haq Qureshi | Bob Bryan Mike Bryan                      | 6:75, 6:74         |
| 12. | 31. Oktober 2010   | Sankt Petersburg | Hartplatz (i) | Aisam-ul-Haq Qureshi | Daniele Bracciali Potito Starace          | 6:76, 6:75         |
| 13. | 19. August 2012    | Cincinnati       | Hartplatz     | Mahesh Bhupathi      | Robert Lindstedt Horia Tecău              | 4:6, 4:6           |
| 14. | 14. Oktober 2012   | Shanghai         | Hartplatz     | Mahesh Bhupathi      | Leander Paes Radek Štěpánek               | 7:67, 3:6, [5:10]  |
| 15. | 12. November 2012  | London (1)       | Hartplatz (i) | Mahesh Bhupathi      | Marcel Granollers Marc López              | 5:7, 6:3, [3:10]   |
| 16. | 19. Mai 2013       | Rom              | Sand          | Mahesh Bhupathi      | Bob Bryan Mike Bryan                      | 2:6, 3:6           |
| 17. | 11. Januar 2014    | Sydney (1)       | Hartplatz     | Aisam-ul-Haq Qureshi | Daniel Nestor Nenad Zimonjić              | 6:73, 6:73         |
| 18. | 24. Mai 2014       | Nizza (2)        | Sand          | Aisam-ul-Haq Qureshi | Martin Kližan Philipp Oswald              | 2:6, 0:6           |
| 19. | 11. April 2015     | Casablanca (2)   | Sand          | Florin Mergea        | Rameez Junaid Adil Shamasdin              | 6:3, 2:6, [7:10]   |
| 20. | 21. Juni 2015      | Halle            | Rasen         | Florin Mergea        | Raven Klaasen Rajeev Ram                  | 6:75, 2:6          |
| 21. | 22. November 2015  | London (2)       | Hartplatz (i) | Florin Mergea        | Jean-Julien Rojer Horia Tecău             | 4:6, 3:6           |
| 22. | 16. Januar 2016    | Sydney (2)       | Hartplatz     | Florin Mergea        | Jamie Murray Bruno Soares                 | 3:6, 6:76          |
| 23. | 8. Mai 2016        | Madrid (1)       | Sand          | Florin Mergea        | Jean-Julien Rojer Horia Tecău             | 4:6, 6:75          |
| 24. | 4. März 2017       | Dubai            | Hartplatz     | Marcin Matkowski     | Jean-Julien Rojer Horia Tecău             | 6:4, 3:6, [3:10]   |
| 25. | 30. Juni 2017      | Eastbourne       | Rasen         | André Sá             | Bob Bryan Mike Bryan                      | 7:64, 4:6, [3:10]  |
| 26. | 13. August 2017    | Montreal         | Hartplatz     | Ivan Dodig           | Pierre-Hugues Herbert Nicolas Mahut       | 4:6, 6:3, [6:10]   |
| 27. | 16. Juni 2019      | Stuttgart        | Rasen         | Denis Shapovalov     | John Peers Bruno Soares                   | 5:7, 3:6           |
| 28. | 25. Oktober 2020   | Antwerpen (1)    | Hartplatz (i) | Matwé Middelkoop     | John Peers Michael Venus                  | 3:6, 4:6           |
| 29. | 18. Februar 2022   | Doha             | Hartplatz     | Denis Shapovalov     | Wesley Koolhof Neal Skupski               | 6:74, 1:6          |
| 30. | 24. Juli 2022      | Hamburg          | Sand          | Matwé Middelkoop     | Lloyd Glasspool Harri Heliövaara          | 2:6, 4:6           |
| 31. | 23. Oktober 2022   | Antwerpen (2)    | Hartplatz (i) | Matwé Middelkoop     | Tallon Griekspoor Botic van de Zandschulp | 6:3, 3:6, [5:10]   |
| 32. | 19. Februar 2023   | Rotterdam        | Hartplatz (i) | Matthew Ebden        | Ivan Dodig Austin Krajicek                | 6:75, 6:2, [10:12] |
| 33. | 6. Mai 2023        | Madrid (2)       | Sand          | Matthew Ebden        | Karen Chatschanow Andrei Rubljow          | 3:6, 6:3, [3:10]   |
| 34. | 8. September 2023  | US Open (2)      | Hartplatz     | Matthew Ebden        | Rajeev Ram Joe Salisbury                  | 6:2, 3:6, 4:6      |
| 35. | 15. Oktober 2023   | Shanghai         | Hartplatz     | Matthew Ebden        | Marcel Granollers Horacio Zeballos        | 7:5, 2:6, [7:10]   |
| 36. | 5. November 2023   | Paris            | Hartplatz (i) | Matthew Ebden        | Santiago González Édouard Roger-Vasselin  | 2:6, 7:5, [7:10]   |
| 37. | 13. Januar 2024    | Adelaide         | Hartplatz     | Matthew Ebden        | Rajeev Ram Joe Salisbury                  | 5:7, 7:5, [9:11]   |

### Mixed

#### Turniersiege
| Nr. | Datum        | Turnier     | Belag | Partnerin          | Finalgegner                      | Ergebnis          |
| --- | ------------ | ----------- | ----- | ------------------ | -------------------------------- | ----------------- |
| 1.  | 8. Juni 2017 | French Open | Sand  | Gabriela Dabrowski | Anna-Lena Grönefeld Robert Farah | 2:6, 6:2, [12:10] |

#### Finalteilnahmen
| Nr. | Datum           | Turnier             | Belag     | Partnerin   | Finalgegner                   | Ergebnis         |
| --- | --------------- | ------------------- | --------- | ----------- | ----------------------------- | ---------------- |
| 1.  | 28. Januar 2018 | Australian Open (1) | Hartplatz | Tímea Babos | Gabriela Dabrowski Mate Pavić | 6:2, 4:6, [9:11] |
| 2.  | 27. Januar 2023 | Australian Open (2) | Hartplatz | Sania Mirza | Luisa Stefani Rafael Matos    | 6:72, 2:6        |

## Karrierebilanzen

### Doppel
| Turnier1                     | 2024              | 2023              | 2022              | 2021              | 2020              | 2019              | 2018              | 2017              | 2016              | 2015              | 2014              | 2013              | 2012              | 2011              | 2010              | 2009              | 2008              | 2007              | 2006              | 2005              | 2004              | 2003              | 2002              | Gesamt  |   |
| ---------------------------- | ----------------- | ----------------- | ----------------- | ----------------- | ----------------- | ----------------- | ----------------- | ----------------- | ----------------- | ----------------- | ----------------- | ----------------- | ----------------- | ----------------- | ----------------- | ----------------- | ----------------- | ----------------- | ----------------- | ----------------- | ----------------- | ----------------- | ----------------- | ------- | - |
| Australian Open              | S                 | 1R                | 1R                | 1R                | 1R                | 1R                | 3R                | 2R                | 3R                | 2R                | 3R                | 2R                | 3R                | 3R                | 1R                | 2R                | 3R                | –                 | –                 | –                 | –                 | –                 | –                 | 1       |   |
| French Open                  | HF                | 1R                | HF                | VF                | 1R                | 3R                | VF                | 3R                | VF                | 3R                | 2R                | 1R                | 1R                | VF                | 2R                | 1R                | 1R                | –                 | –                 | –                 | –                 | –                 | –                 | 0       |   |
| Wimbledon                    | 2R                | HF                | –                 | 1R                | n. a.             | 1R                | 2R                | 2R                | 3R                | HF                | 2R                | HF                | 2R                | 1R                | VF                | –                 | 2R                | –                 | –                 | –                 | –                 | –                 | –                 | 0       |   |
| US Open                      | AF                | F                 | 1R                | AF                | VF                | 3R                | VF                | 2R                | 2R                | VF                | 1R                | 3R                | 1R                | HF                | F                 | –                 | 1R                | –                 | –                 | –                 | –                 | –                 | –                 | 0       |   |
| ATP Finals2                  | RR                | HF                | –                 | –                 | –                 | –                 | –                 | –                 | –                 | F                 | –                 | –                 | F                 | RR                | –                 | –                 | –                 | –                 | –                 | –                 | –                 | –                 | –                 | 0       |   |
| Indian Wells Masters         | 1R                | S                 | AF                | VF                | n. a.             | 2R                | 1R                | 1R                | 1R                | 2R                | 1R                | 1R                | 1R                | HF                | –                 | –                 | –                 | –                 | –                 | –                 | –                 | –                 | –                 | 1       |   |
| Miami Masters                | S                 | 1R                | VF                | 1R                | n. a.             | VF                | 2R                | 1R                | 1R                | 1R                | 2R                | 2R                | HF                | VF                | –                 | –                 | –                 | –                 | –                 | –                 | –                 | –                 | –                 | 1       |   |
| Monte Carlo Masters          | AF                | AF                | HF                | –                 | n. a.             | 1R                | HF                | S                 | VF                | 1R                | VF                | 2R                | 2R                | HF                | –                 | –                 | –                 | –                 | –                 | –                 | –                 | –                 | –                 | 1       |   |
| Madrid Masters3              | 1R                | F                 | 1R                | VF                | n. a.             | 1R                | 2R                | VF                | F                 | S                 | VF                | VF                | HF                | VF                | –                 | –                 | –                 | –                 | –                 | –                 | –                 | –                 | –                 | 1       |   |
| Rom Masters                  | AF                | AF                | AF                | 1R                | VF                | 1R                | 2R                | 1R                | HF                | 2R                | 2R                | F                 | HF                | –                 | –                 | –                 | –                 | –                 | –                 | –                 | –                 | –                 | –                 | 0       |   |
| Hamburg Masters4             | nicht ausgetragen | nicht ausgetragen | nicht ausgetragen | nicht ausgetragen | nicht ausgetragen | nicht ausgetragen | nicht ausgetragen | nicht ausgetragen | nicht ausgetragen | nicht ausgetragen | nicht ausgetragen | nicht ausgetragen | nicht ausgetragen | nicht ausgetragen | nicht ausgetragen | nicht ausgetragen | nicht ausgetragen | –                 | –                 | –                 | –                 | –                 | –                 | –       | 0 |
| Kanada Masters               | AF                | VF                | AF                | VF                | n. a.             | HF                | –                 | F                 | 2R                | 2R                | 2R                | 1R                | 2R                | VF                | 1R                | –                 | –                 | –                 | –                 | –                 | –                 | –                 | –                 | 0       |   |
| Cincinnati Masters           | AF                | AF                | 1R                | 1R                | 1R                | 2R                | –                 | VF                | 1R                | VF                | 1R                | HF                | F                 | VF                | 2R                | –                 | 1R                | –                 | –                 | –                 | –                 | –                 | –                 | 0       |   |
| Shanghai Masters             | AF                | F                 | n. a.             | n. a.             | n. a.             | 2R                | 1R                | 1R                | 2R                | HF                | HF                | 2R                | F                 | 2R                | VF                | –                 | nicht ausgetragen | nicht ausgetragen | nicht ausgetragen | nicht ausgetragen | nicht ausgetragen | nicht ausgetragen | nicht ausgetragen | 0       |   |
| Paris Masters                | VF                | F                 | VF                | –                 | VF                | VF                | 2R                | 1R                | HF                | VF                | VF                | VF                | S                 | S                 | 2R                | –                 | –                 | –                 | –                 | –                 | –                 | –                 | –                 | 2       |   |
| Olympische Spiele            | 1R                | n. a.             | n. a.             | –                 | nicht ausgetragen | nicht ausgetragen | nicht ausgetragen | nicht ausgetragen | 1R                | nicht ausgetragen | nicht ausgetragen | nicht ausgetragen | AF                | nicht ausgetragen | nicht ausgetragen | nicht ausgetragen | –                 | nicht ausgetragen | nicht ausgetragen | nicht ausgetragen | –                 | n. a.             | n. a.             | 0       |   |
| Davis Cup5                   |                   | K1                | K1                | K1                | n. a.             | PO                | PO                | PO                | PO                | PO                | PO                | –                 | K1                | PO                | PO                | PO                | PO                | K1                | K1                | PO                | –                 | PO                | PO                | 0       |   |
| Turnierteilnahmen6           | 19                | 22                | 28                | 23                | 14                | 28                | 22                | 25                | 25                | 26                | 25                | 25                | 25                | 27                | 25                | 13                | 18                | 5                 | 2                 | 0                 | 0                 | 0                 | 1                 | 382     |   |
| Erreichte Finals             | 3                 | 7                 | 6                 | 0                 | 2                 | 2                 | 0                 | 6                 | 2                 | 7                 | 3                 | 3                 | 5                 | 3                 | 7                 | 1                 | 3                 | 1                 | 2                 | 0                 | 0                 | 0                 | 0                 | 63      |   |
| Gewonnene Doppel-Titel       | 2                 | 2                 | 3                 | 0                 | 1                 | 1                 | 0                 | 3                 | 0                 | 4                 | 1                 | 2                 | 2                 | 3                 | 1                 | 0                 | 1                 | 0                 | 0                 | 0                 | 0                 | 0                 | 0                 | 26      |   |
| Hartplatz-Siege/-Niederlagen | 20:12             | 26:14             | 28:15             | 9:14              | 16:10             | 18:15             | 16:14             | 21:15             | 12:16             | 22:18             | 21:16             | 22:15             | 26:16             | 27:20             | 30:17             | 8:9               | 11:11             | 5:5               | 5:2               | 0:0               | 0:0               | 0:1               | 0:1               | 324:239 |   |
| Sand-Siege/-Niederlagen      | 4:6               | 8:5               | 12:8              | 4:7               | 2:2               | 5:8               | 8:7               | 10:5              | 12:6              | 11:5              | 8:6               | 4:6               | 6:6               | 7:5               | 8:4               | 2:3               | 0:2               | 0:0               | 0:0               | 0:0               | 0:0               | 0:0               | 0:0               | 107:85  |   |
| Rasen-Siege/-Niederlagen     | 2:2               | 7:3               | 5:2               | 3:3               | 0:0               | 5:3               | 2:2               | 6:3               | 4:3               | 11:2              | 2:2               | 5:2               | 3:3               | 5:2               | 4:3               | 0:0               | 5:4               | 0:0               | 0:0               | 0:0               | 0:0               | 0:0               | 0:0               | 67:37   |   |
| Teppich-Siege/-Niederlagen7  | 0:0               | 0:0               | 0:0               | 0:0               | 0:0               | 0:0               | 0:0               | 0:0               | 0:0               | 0:0               | 0:0               | 0:0               | 0:0               | 0:0               | 0:0               | 0:0               | 0:0               | 0:0               | 0:0               | 0:0               | 0:0               | 0:0               | 0:0               | 0:0     |   |
| Gesamt-Siege/-Niederlagen8   | 26:20             | 41:22             | 45:25             | 16:24             | 18:12             | 28:26             | 26:23             | 37:23             | 28:25             | 44:25             | 31:24             | 31:23             | 35:25             | 39:27             | 42:24             | 10:12             | 16:17             | 5:5               | 5:2               | 0:0               | 0:0               | 0:1               | 0:1               | 523:388 |   |
| Jahresendposition            | 15                | 3                 | 19                | 43                | 39                | 38                | 37                | 18                | 28                | 9                 | 30                | 13                | 12                | 11                | 16                | 83                | 78                | 66                | 120               | 277               | 676               | 210               | 316               | N/A     |   |

Zeichenerklärung: S = Turniersieg; F, HF, VF, AF = Einzug ins Finale / Halbfinale / Viertelfinale / Achtelfinale; 1R, 2R, 3R = Ausscheiden in der 1. / 2. / 3. Hauptrunde; RR = Round Robin (Gruppenphase); K1, K2, K3, K4 = Kontinentalgruppe 1, 2, 3, 4
1 Turnierresultat in Klammern bedeutet, dass der Spieler das Turnier noch nicht beendet hat; es zeigt seinen aktuellen Turnierstatus an. Nachdem der Spieler das Turnier beendet hat, wird die Klammer entfernt.

2 vor 2009 Tennis Masters Cup.

3 Das Masters-Turnier von Madrid wurde vor 2002 in Stuttgart, Essen und Stockholm ausgetragen. Im Jahr 2009 erfolgte ein Belagwechsel von Hartplatz zu Sand.

4 Das Turnier von Hamburg ist seit 2009 nicht mehr Teil der Masters-Serie.

5 PO = Playoff (Auf- und Abstiegsrunde in der Davis-Cup-Weltgruppe).

6 Im Gegensatz zum ATP Ranking werden hier (sowie bei der Anzahl Finalteilnahmen und gewonnener Titel) nur Turniere der ATP Tour sowie die vier Grand-Slam-Turniere und die ATP Finals gezählt, d. h. keine Challenger- oder Future-Turniere oder Mannschaftswettbewerbe (Davis Cup oder World Team Cup). Letztere zählen jedoch in den Sieg/Niederlagen-Statistiken.

7 Seit der Saison 2009 werden keine ATP-Turniere mehr auf Teppich ausgetragen.

8 Stand: 27. Januar 2025

### Mixed
| Turnier 1         | 2025  | 2024 | 2023  | 2022  | 2021 | 2020              | 2019              | 2018              | 2017              | 2016 | 2015              | 2014              | 2013              | 2012 | 2011              | 2010              | 2009              | 2008 | 2007              | 2006              | 2005              | 2004 | 2003  | 2002  | Gesamt |
| ----------------- | ----- | ---- | ----- | ----- | ---- | ----------------- | ----------------- | ----------------- | ----------------- | ---- | ----------------- | ----------------- | ----------------- | ---- | ----------------- | ----------------- | ----------------- | ---- | ----------------- | ----------------- | ----------------- | ---- | ----- | ----- | ------ |
| Australian Open   | VF    | –    | F     | 1R    | 1R   | VF                | 1R                | F                 | VF                | VF   | 1R                | VF                | VF                | VF   | 1R                | –                 | –                 | –    | –                 | –                 | –                 | –    | –     | –     | 0      |
| French Open       | –     | 1R   | –     | AF    | –    | –                 | 1R                | 1R                | S                 | AF   | 1R                | VF                | 1R                | 1R   | 1R                | –                 | –                 | –    | –                 | –                 | –                 | –    | –     | –     | 1      |
| Wimbledon         | –     | –    | 1R    | –     | AF   | n. a.             | 2R                | –                 | VF                | AF   | 2R                | AF                | VF                | VF   | VF                | 1R                | –                 | 2R   | –                 | –                 | –                 | –    | –     | –     | 0      |
| US Open           |       | HF   | AF    | 1R    | –    | –                 | AF                | 1R                | VF                | VF   | HF                | VF                | 1R                | 1R   | 1R                | 1R                | –                 | –    | –                 | –                 | –                 | –    | –     | –     | 0      |
| Olympische Spiele | n. a. | –    | n. a. | n. a. | –    | nicht ausgetragen | nicht ausgetragen | nicht ausgetragen | nicht ausgetragen | HF   | nicht ausgetragen | nicht ausgetragen | nicht ausgetragen | –    | nicht ausgetragen | nicht ausgetragen | nicht ausgetragen | –    | nicht ausgetragen | nicht ausgetragen | nicht ausgetragen | –    | n. a. | n. a. | 0      |

Zeichenerklärung: S = Turniersieg; F, HF, VF, AF = Einzug ins Finale / Halbfinale / Viertelfinale / Achtelfinale; 1R, 2R, 3R = Ausscheiden in der 1. / 2. / 3. Hauptrunde.
1 Turnierresultat in Klammern bedeutet, dass der Spieler das Turnier noch nicht beendet hat; es zeigt seinen aktuellen Turnierstatus an. Nachdem der Spieler das Turnier beendet hat, wird die Klammer entfernt.

## Ehrungen
- 2010: Arthur Ashe Humanitarian Award[94]
- 2010: Grand Prix of Peace & Sports[95]
- 2019: Arjuna Award[73]